# Lacey Spears
Lacey Spears (nacida el 16 de octubre de 1987) es una asesina (filicida) estadounidense que envenenó a su hijo Garnett con sal común por un periodo de 14 meses hasta causar su muerte en enero de 2014. 
Spears cumple una condena actual de 20 años a cadena perpetua en una prisión de Bedford, Nueva York.

## Caso
Nacida y criada en Decatur, Alabama, Spears concibió a Garnett en diciembre de 2008, producto de una relación con un hombre llamado Chris Hill.
Poco después, alegando a sus amigos que quería "dejar atrás Alabama", se mudó con Garnett a Florida para vivir con su (de Lacey) abuela materna, Peggy.
Previo a irse de Alabama, Spears comenzó a escribir en redes sociales acerca de las luchas de salud de su hijo Garnett, y que nunca dejaría de buscar una cura a la enfermedad del niño. En noviembre de 2012, después de una mala convivencia con su abuela, Spears decidió mudarse junto a Garnett a Chestnut Ridge, Nueva York.
En Nueva York, Spears ingresó en una comunidad de asistencia a personas con discapacidad y ancianos, donde volvió a afirmar que Garnett padecía una rara enfermedad. Para explicar la paternidad del niño, dijo que era producto de una relación con un oficial de policía de nombre Blake, quien había muerto en un accidente automovilístico en Alabama. En paralelo, Spears le dijo al verdadero padre de Garnett (Chris Hill) que se mantuviera alejado de ellos, asegurándole que el niño no era hijo suyo y amenazándolo con tomar acciones legales para prevenir que se acercara a Garnett.
Cuando se mudó a Nueva York, Spears empezó a inyectar cantidades elevadas de sal de mesa en la sonda de alimentación de Garnett. Durante los 14 meses posteriores, hasta la muerte del niño en enero de 2014, Spears llevó a su hijo al hospital en múltiples ocasiones, con diversas descompensaciones de salud.
El 23 de enero de 2014, Garnett (de entonces 5 años de edad) murió a causa de un shock producido por hipernatremia (exceso de sodio en sangre), lo que llamó la atención de los médicos, quienes contactaron a la policía.
Spears, quien mantiene su inocencia, fue acusada de asesinato en segundo grado y homicidio involuntario en primer grado. Forenses de la corte la diagnosticaron con trastorno facticio infligido a otro y la declaró imputable. El 8 de abril de 2015, Spears fue condenada a un mínimo de 20 años y un máximo de cadena perpetua.
Spears ha perdido numerosas apelaciones a su caso y permanece encarcelada en Bedford.